# پیری‌هراسی
پیری‌هراسی یا گراسکوفوبیا (انگلیسی: Gerascophobia) ترسی ماندگار یا غیرطبیعی از افزایش سن یا پیر شدن است. پیری‌ هراسی جزو هراس‌های ویژه محسوب می‌شود. این هراس می‌تواند به دلیل نگرانی شخص در خصوص تنها شدن و عدم توانایی در نگهداری و مراقبت از خود، ایجاد شود. ترس از پیری و سالمندی یک ترس عمومی است که هم شامل مردان می‌شود و هم شامل زنان. شخصی که دچار این هراس است ممکن است جوان و سالم باشد. این ترس شامل ترس از آینده و ترس از نیازمند شدن به دیگران برای انجام امور روزمره است. بسیاری نیز این ترس را دارند که با پیر شدن نقش فعال خود را در جامعه از دست بدهند. طبق اعلام سازمان بهداشت جهانی، ترس از پیر شدن عمر را کوتاه می‌کند. این افراد زودتر دچار ناتوانی شده و به‌طور میانگین ۷٫۵ سال کمتر از افراد دارای نگرش مثبت عمر می‌کنند.
واژه Gerascophobia از ریشه لغت یونانی gerasko (من پیر می‌شوم) و phobos (ترس) گرفته شده‌است.

## علل و علائم
با افزایش سن، احساس فرسایش و کاهش قوای بدنی، از دست دادن زیبایی ظاهر، احساس گناه یا نوعی سرزنش- مانند اینکه «ای‌کاش به گونه‌ای دیگر زندگی کرده بودم» -، فکر مرگ، از دست دادن موقعیت‌ها و جایگاه‌ها، عدم توانایی در رقابت با جوان‌ترها و ترس از تنهایی و به انزوا کشیده شدن و بازنشسته شدن همگی ترس‌های مداومی را ایجاد می‌کند و گاه به چالشی روزمره برای افراد بدل می‌شود. در مقابله با چنین تنگنایی هم کم و بیش افسردگی، بی‌خوابی‌های مزمن و در نهایت، از دست دادن شور و شوق برای زندگی ایجاد می‌شود که نتایج حاصل از آن احساس بی‌ارزشی و مشکلات ارتباطی و در نتیجه تنهایی است.
ترس از تخریب و تضعیف تدریجی بدن، احتمال ابتلا به بیماری‌های لاعلاج و عدم توانایی مقاومت در برابر آنها، ترس از مرگ در تنهایی، تحمیل تنهایی و بی‌پناهی در زندگی در دوران پیری، ناتوانی در برابر شیوه‌های فزاینده زندگی مدرن، ابتلا به بیماری‌هایی چون آلزایمر و دشواری ادامه زندگی و بسیاری دغدغه‌های کوچک و بزرگ دیگر، سالخوردگی را برای افراد تبدیل به کابوسی شبانه‌روزی می‌کند. این افرادی در تقابل دایمی با این ترس‌های خود هرچه بیشتر از پا می‌افتند و شرایط روحی و روانی سخت‌تری را برای خود موجب می‌شوند، تا جایی که افسردگی حاصل از ترس افزایش سن، یکی از انواع کاملاً شناخته شده از اشکال متعدد افسردگی‌ها می‌باشد.
در مورد زنان مسایلی چون از دست دادن زیبایی، مجرد ماندن، ازدواج نکردن، یائسگی، طلاق گرفتن، بیوه شدن و تبعات آن‌ها اهمیت پیدا می‌کند. بسیاری دیگر نیز به کاهش حمایت‌های اجتماعی و خانوادگی اثرگذار در زندگی‌شان اشاره دارند. عده‌ای هم از این می‌ترسند که مبادا نتوانند در سال‌های سالخوردگی، زندگی موفقی را ادامه دهند.

## راهکاری مقابله
استرس ناشی از افزایش سن قابل کنترل و هدایت است. روانشناسان و محققان راهکارهای مختلفی را برای کنترل این هراس ارائه کرده‌اند:
- اگر به خود باور داشته باشیم، با شجاعت بیشتری می‌توانیم واقعیت پدیده افزایش سن را بپذیریم و لازم است تا آنجا که در توان داریم، شرایط چنین پذیرشی را مهیا کنیم.

- باید بیاموزیم در کنار انتظارات اجتماعی خود که منجر به سلامت و نشاط ما می‌شود، در خلوت خودمان نیز تا آنجا که به ما مربوط می‌شود با انگیزه‌های انرژی‌دهنده و نیروبخش، شرایط را به‌گونه‌ای فراهم کنیم تا بتوانیم با ترس‌های درونی‌مان مقابله کنیم. تجربه نشان داده که در گذر عمر چیزی به اندازه فعالیت‌ها و تلاش‌های خود ما نمی‌تواند بهداشت روحی و روانی ما را تضمین کند.

- بالا بردن مهارت‌های فردی و ایجاد ارتباطات، برخورداری از حس مثبت از آشنایی‌های جدید و کنجکاوی‌های فردی کمک می‌کنند که ترس از تنهاماندن و تنها شدن را در خود کاهش دهیم.

- اگر بیاموزیم که کنترل مناسب و موجهی بر احساسات تاثربرانگیز خود داشته باشیم، شرایط زندگی را آسان‌تر کرده‌ایم. این کنترل به معنای سرکوب یا نادیده گرفتن احساسات نیست بلکه عدم تسلیم در برابر امواج احساساتی است که می‌تواند ما را به‌راحتی تا وادی ترس و رعب و وحشت هدایت کنند.

- تسلط و آگاهی یافتن به نحوه ایجاد استرس‌های روزمره، کلید آرامش درونی است. نگرانی‌هایی که از کنترل خارج می‌شوند، گاه بی‌پایه و اساس هستند اما ممکن است چنان آسیبی را به دنبال داشته باشند که جبران آن‌ها ساده نباشد.